# Marie Milazar
Marie Anne Joyce Milazar (ur. 23 września 1990) – maurytyjska zapaśniczka walcząca w stylu wolnym. 
Zajęła 21 miejsce na mistrzostwach świata w 2010. Brązowa medalistka mistrzostw Afryki w 2011. Ósma na igrzyskach wspólnoty narodów w 2010. Trzecia na igrzyskach frankofońskich w 2013. Wicemistrzyni igrzysk Wysp Oceanu Indyjskiego w 2007 roku.